# 弄岛通道
23°51′35″N 97°40′02″E / 23.85973°N 97.66714°E

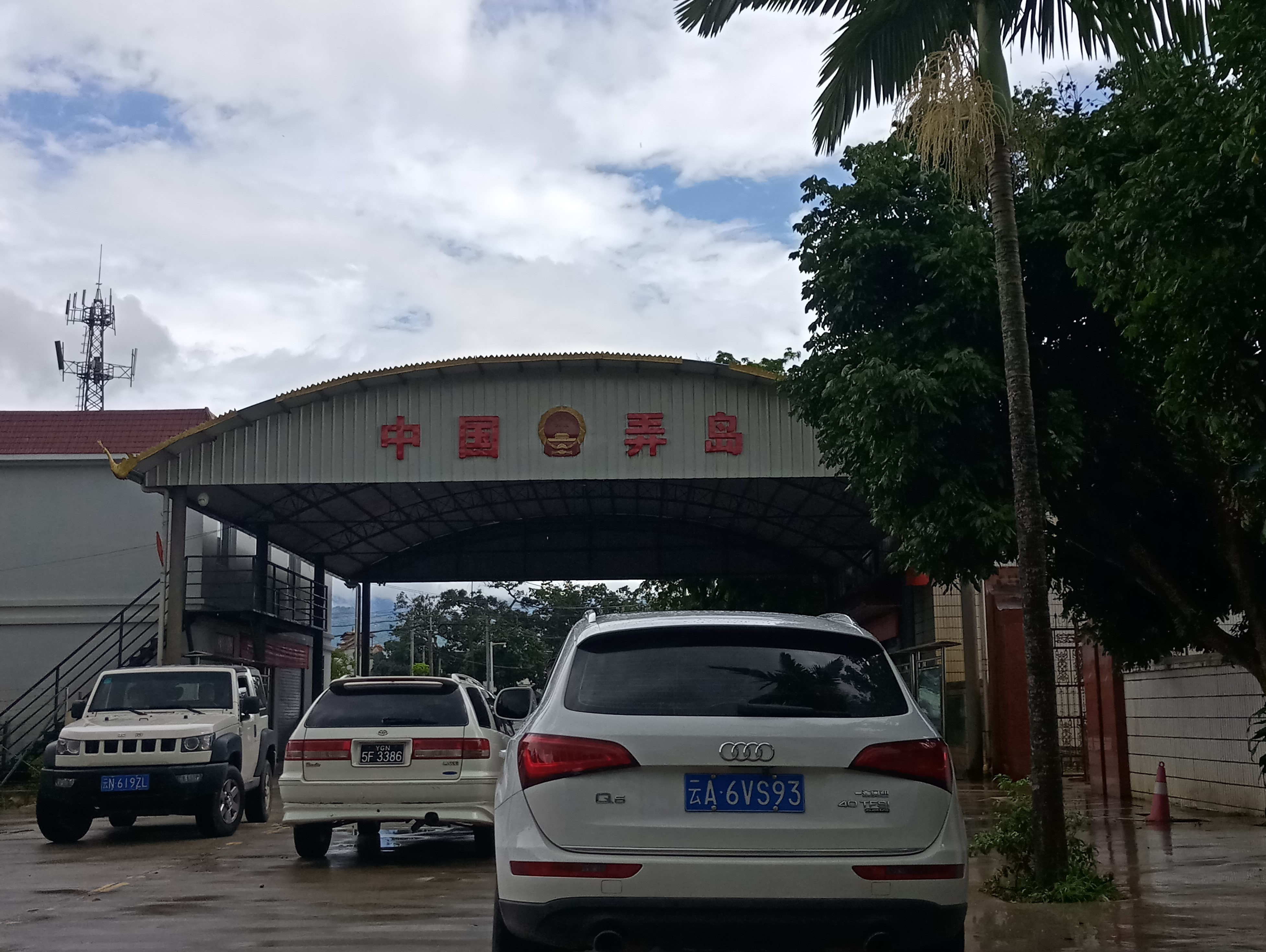
弄岛通道中国一侧

弄岛通道，是中华人民共和国云南省德宏傣族景颇族自治州瑞丽市的一个边境通道，位于弄岛镇南侧，连接缅甸掸邦南坎县南坎口岸。弄岛通道由瑞丽出入境边防检查站弄岛分站负责出入境管理，仅限中缅两国边民通行。
1997年，中缅政府签署《关于中缅边境管理与合作的协定》，规定了八对出入境口岸，其中包含弄岛－南坎，仅限持边境通行证的双方公民及双边货物通过。1999年11月30日，瑞丽出入境检验检疫局正式成立，弄岛通道设立并划归其管辖。2017年5月22日，弄岛通道被中华人民共和国农业部、商务部、海关总署、质检总局四部委列为云南省进口屠宰用牛的试点通道。
2019年，共有超过87万人次的边民通过弄岛通道出入国境。